# Landstinget (dokumentarfilm)
|  | Denne artikel er oprettet af botten Steenthbot ud fra en ekstern database. Den kan derfor have sproglige fejl eller mangler. Denne skabelon kan fjernes efter kontrol af indholdet. |

 For alternative betydninger, se Landsting. (Se også artikler, som begynder med Landsting)
Landstinget er en dansk dokumentarfilm fra 1953 instrueret af Christen Jul.

## Handling
Optagelser af Landstingets behandling af forslag til lov om folketingsvalg i Grønland 7.-13. maj 1953.